# Hydrovatus tardiosus
Hydrovatus tardiosus är en skalbaggsart som beskrevs av Guignot 1953. Hydrovatus tardiosus ingår i släktet Hydrovatus och familjen dykare. Inga underarter finns listade i Catalogue of Life.